# کریستوفر تاین
کریستوفر تاین (انگلیسی: Christophe Taine؛ زادهٔ ۱۲ دسامبر ۱۹۷۳) بازیکن فوتبال اهل فرانسه است.
از باشگاه‌هایی که در آن بازی کرده‌است می‌توان به باشگاه فوتبال پاریس، باشگاه فوتبال تروا، باشگاه ورزشی آمیان، و باشگاه فوتبال سدان اشاره کرد.